# Diego Portales Palazuelos

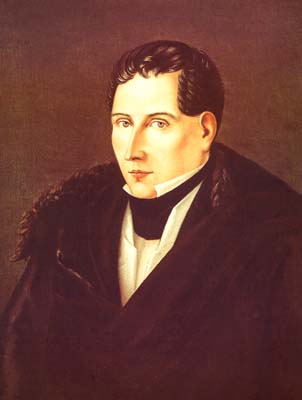
Diego Portales

Diego Portales Palazuelos (* 15. Juni 1793 in Santiago de Chile; † 6. Juni 1837) war chilenischer Innenminister von 1829 bis 1837. Er schuf 1833 die präsidiale Verfassung Chiles.
Seine Karriere begann Portales als Tabakhändler 1821 in Peru. 1823 kehrte er nach Chile zurück. Portales war eine sehr konservative Persönlichkeit mit starken Führungsqualitäten. 1824 schloss er einen Monopolvertrag zum Import von Tabak mit der chilenischen Regierung. Dieser Vertrag wurde von der liberalen Regierung unter Francisco Antonio Pinto 1829 aufgehoben. Portales kämpfte mit Hilfe der Presse gegen diese Aufhebung. Schließlich wurde er im gleichen Jahr noch Innenminister von Chile.
Portales sammelte mit den Landbesitzern, der Kirche und dem Militär die konservativen Kräfte um sich. Am 17. April 1830 stürzten seine Truppen die Regierung in der Schlacht von Lircay. Portales regierte nun bis zum August 1831 praktisch diktatorisch.
Portales wollte danach ins Geschäftsleben zurück, aber der chilenische Kongress lehnte seine Abdankung ab. Unter Portales entstand so im Jahre 1833 die stark zentralistische Verfassung Chiles, die bis heute in Chile nachwirkt.
Präsident José Joaquín Prieto Vial (1831–1841) überzeugte Portales im Jahr 1835, ins Amt zurückkehren, da sich das Land in einem instabilen Zustand befand. Im Herbst 1836 brach der Krieg zwischen Chile und der Peruanisch-Bolivianischen Konföderation aus. Portales stellte die Truppen für den Krieg zusammen. Im Juni 1837 wurde Portales von politischen Gegnern ermordet. Den Sieg Chiles im Jahr 1839 hat er nicht mehr miterlebt. Sein Leichnam wurde in der bürgerlichen Krypta der Metropolitankathedrale von Santiago beigesetzt.